# Боджганґа
У буддизмі Боджганґа (палі satta bojjhaṅgā, дос. «сім факторів просвітлення») — описані Буддою як фактори, що ведуть до просвітлення, якщо їх розвинути:
- Уважність (санскр. smṛti). Підтримувати усвідомлення реальності, зокрема вчення (дгарма).
- Дослідження природи реальності (санскр. dharmapravicaya).
- Енергія (санскр. vīrya), а також рішучість, зусилля.
- Радість або захоплення (санскр. prīti)
- Розслаблення або спокій (санскр. prashrabdhi) як тіла, так і розуму.
- Зосередженість (санскр. samādhi)
- Незворушність (санскр. upekshā). Приймати реальність такою, якою вона є (санскр. yathā-bhuta).

Згідно з буддійським вченням, вони призначені для звільнення розуму, якщо їх послідовно застосовувати. Для цього потрібно практикувати чотири основи уважності. Крім того, вони включають основи медитації Віпассана. Ці фактори утворюють підрозділ 37 речей, необхідних для просвітлення (Бодгіпакгіядхамма).